# Berlin-Wilhelmsruh
Berlin-Wilhelmsruh (ⓘ) ist ein Ortsteil im Bezirk Pankow von Berlin. Er liegt im Westen des Bezirks an der Grenze zum Bezirk Reinickendorf.

## Geographie

Wilhelmsruher See

Von 1938 bis 2001 war Wilhelmsruh kein eigener Ortsteil und gehörte verwaltungsmäßig zu Rosenthal. Erst mit der am 1. Januar 2001 in Kraft getretenen Bezirksreform wurden die genauen Grenzen definiert.
Wilhelmsruh wird im Süden durch die S-Bahn-Trasse begrenzt, im Westen durch die Grenze zum Bezirk Reinickendorf, die beide als „natürliche“ Grenzen dienen. Für den östlichen Bereich ist der Siegfried-Baruch-Weg sowie die Mitte zwischen Marthastraße und Heegermühler Weg die Abgrenzung. Im Nordosten ist es der Schönholzer Weg, der in der Verlängerung in die Buchhorster Straße übergeht, die die nördliche Abgrenzung darstellt.

## Geschichte

### Von der Gründung bis zum Ersten Weltkrieg

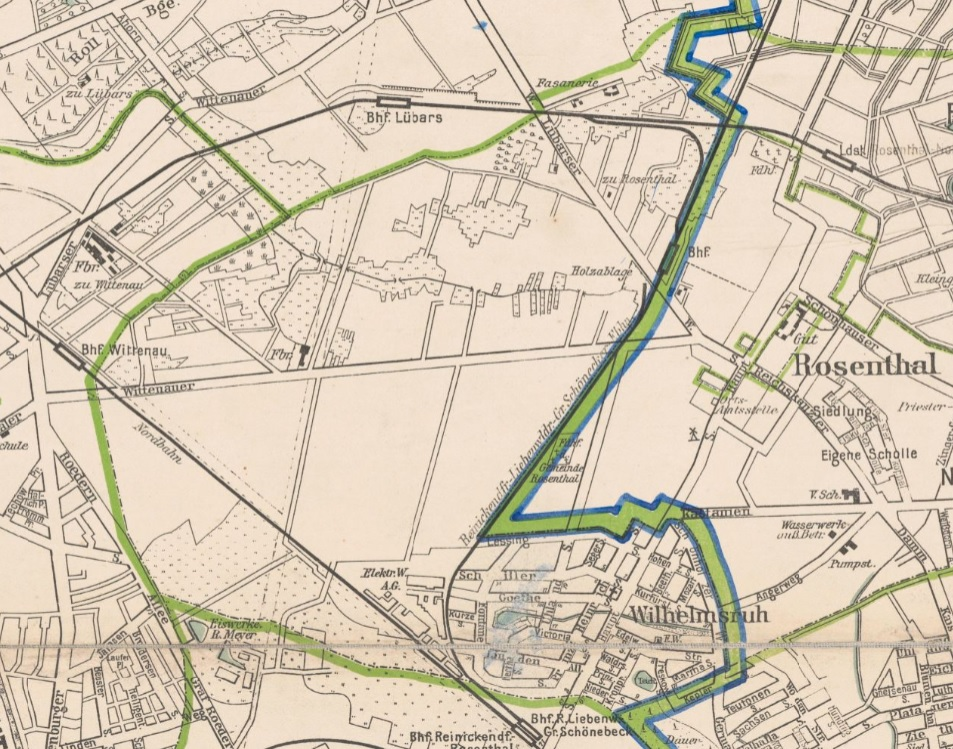
Der Ortsteil Wilhelmsruh im Bezirk Reinickendorf von 1920 bis 1938

Wilhelmsruh entstand als Landhauskolonie auf dem Gebiet der Gemeinde Rosenthal im Kreis Niederbarnim und gehört zu den Berliner Villenvororten, wie sie im ausgehenden 19. und frühen 20. Jahrhundert um Berlin herum an vielen Stellen entstanden. Dazu zählen beispielsweise auch Dahlem, Westend, Grunewald oder Lichterfelde West. In Rosenthal war bereits 1875 die Landhauskolonie Nordend entstanden, die auch als Rosenthal II bezeichnet wurde. Rosenthal III war das alte Dorf Rosenthal; Rosenthal I war Wilhelmsruh.

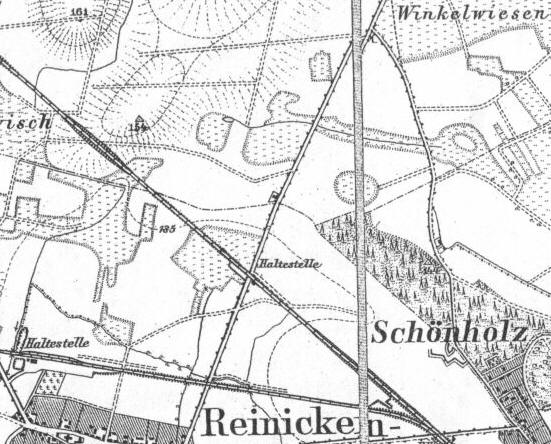
Das Gebiet von Wilhelmsruh um 1892

Die um 1892 entstandene Karte zeigt vornehmlich ländliches und unbewaldetes Gebiet zwischen Reinickendorf und Rosenthal. Beide Orte verband eine unbepflasterte Straße. Der einzige verkehrsmäßige Zugang bestand in der Haltestelle an der Berliner Nordbahn, die 1877 ihren Betrieb zwischen Stettiner Bahnhof und Oranienburg als Vorortbahn aufgenommen hatte. Neben der Hauptstraße existierte schon ein Verbindungsweg zwischen Schönholz und Rosenthal, deren Verlauf heute der Schönholzer Weg und die Germanenstraße bildet. Erkennbar sind weiterhin das Sumpfgelände des späteren Wilhelmsruher Sees, auch „Ententeich“ genannt, mit einem Zugang, der der heutigen Marthastraße entspricht sowie ein Graben der am heutigen Garibalditeich endet und heute noch in großen Zügen als Tempelgraben sichtbar ist. Der Schönholzer Wald hatte noch nicht den Umfang wie in der Gegenwart als Schönholzer Heide.
Am 7. Februar 1894 tauchte das erste Mal in den Protokollen der Gemeindesitzungen von Rosenthal der Name Wilhelmsruh auf. Schon im Antragsverfahren 1892 hatte Hermann Günther darum gebeten, ihm die Benennung der Colonie Wilhelmsruh zu genehmigen. Der damalige Rosenthaler Gemeindevorsteher und Grundbesitzer Carl Nieder fand Berücksichtigung im Straßennamen der Niederstraße. Über Gründe für die Benennung „Wilhelmsruh“ gibt es mehrere Thesen: So soll Kaiser Wilhelm I. dem Gebiet den Namen gegeben haben, da er gern mit seinem Gefolge hierhin geritten sein soll. Abgesehen davon gab es einen Haus- und Grundbesitzerverein, dem ein Wilhelm Burde angehörte. Er sei hierhin gekommen, um seine Ruhe zu haben, daher Wilhelmsruh. Außerdem wird vermutet, dass der Ort seinen Namen nach Wilhelm Grande, einem der Restaurantbesitzer des Seebads Wilhelmsruh am heutigen Wilhelmsruher See, erhielt.
Die bauliche Entwicklung verlief zunächst nur schleppend. Die Bauordnung sah nur Landhäuser vor. 1893 wurde das erste Grundstück Hauptstraße 19 bebaut. 1895 erfolgte in der Edelweißstraße die erste Pflasterung in Wilhelmsruh, 1900 wurde die Gasbeleuchtung eingeführt und 1902 die ersten Straßenbäume gepflanzt. Von 1900 bis 1905 gab es eine stärkere Bautätigkeit. Die Niederschen Besitzungen zwischen Wilhelmsruher See und Wodanstraße wurden parzelliert. Von 1905 bis 1906 erfolgte der Bau der Lutherkirche an der Goethe-/Hielscherstraße. Das Pfarrhaus wurde 1907 bezogen und ein Kindergarten gegründet. Ab 1906 wurden in diesem Bereich auch ansehnliche Villen gebaut. Eine war davon von 1945 bis 1946 Gästehaus der Sowjetischen Kommandantur. Am 6. Oktober 1908 wurde in der Schillerstraße die Gemeindeschule eingeweiht, die wegen ihrer Backsteinarchitektur auch „Rote Schule“ genannt wird.
Im Jahr 1906 erwarb Sigmund Bergmann, Besitzer der Bergmann Elektrizitätswerke, ein 76.000 m² großes Gelände in der Nachbarschaft des neu entstandenen Ortes Wilhelmsruh. Er folgte damit einer Entwicklung, die in der Berliner Industrie seit einiger Zeit zu beobachten war. Das Stammwerk an der Seestraße im Wedding war zu klein geworden und eine Erweiterung nicht mehr möglich. Als Ausweg blieb nur die Verlegung vor die damalige Stadtgrenze, wie es Borsig, Siemens & Halske bzw. Siemens-Schuckert und die AEG schon gemacht hatten. 1907 fand die erste Bebauung auf dem Gelände des heutigen PankowParks statt. Bergmann wurde in den nächsten Jahrzehnten prägend für die weitere Entwicklung von Wilhelmsruh.

### Von 1918 bis 1945
Die Volksbadeanstalt (medizinische Badeanstalt) wurde 1920 auf dem ehemaligen Eisschuppen in der heutigen Garibaldistraße direkt am Garibalditeich errichtet. Mit der Bildung von Groß-Berlin am 1. Oktober 1920 wurde Rosenthal – bisher zum Landkreis Niederbarnim in der preußischen Provinz Brandenburg gehörend – zwischen den neugegründeten Berliner Bezirken Reinickendorf und Pankow geteilt. Der Gemeindeteil Wilhelmsruh wurde mitsamt dem ganzen Gebiet westlich der Liebenwalder Bahn in den Bezirk Reinickendorf eingegliedert, während der Rest der Gemeinde Rosenthal zum Bezirk Pankow kam. Im Bezirk Reinickendorf bestand seitdem bis 1938 der Ortsteil Wilhelmsruh.
Wie eine Kathedrale oder eine mittelalterliche Trutzburg mutet das von Hans Heinrich Müller 1925 bis 1927 errichtete Umspannwerk Wilhelmsruh an. Der Hausarchitekt der Bewag baute zwischen 1924 und 1930 eine Reihe von derartigen Gebäuden in Berlin, wovon eines der schöneren sich in der Wilhelmsruher Kopenhagener Straße 83–101 befindet. Es diente der Umwandlung von Dreh- in Gleichstrom für die 1924 nach Wilhelmsruh gebaute Straßenbahn.
Bei der Berliner Bezirksreform vom 1. April 1938 wurde der Raum Wilhelmsruh neu geordnet. Das Gebiet südlich des Nordgrabens und östlich der Liebenwalder Bahn mit der Siedlung Wilhelmsruh und dem Gelände der Bergmann-Fabrik kam zum Bezirk Pankow, während der weitgehend unbebaute Rest des Ortsteils im Bezirk Reinickendorf verblieb. Dort wurde in den 1960er Jahren das Märkische Viertel erbaut.
Da in der Bergmann-Fabrik am Westrand des Ortes auch Rüstungsgüter hergestellt wurden, war der Betrieb im Zweiten Weltkrieg ein besonderes Ziel der Alliierten und war zum Kriegsende zu 75 Prozent zerstört.

### Nach 1945

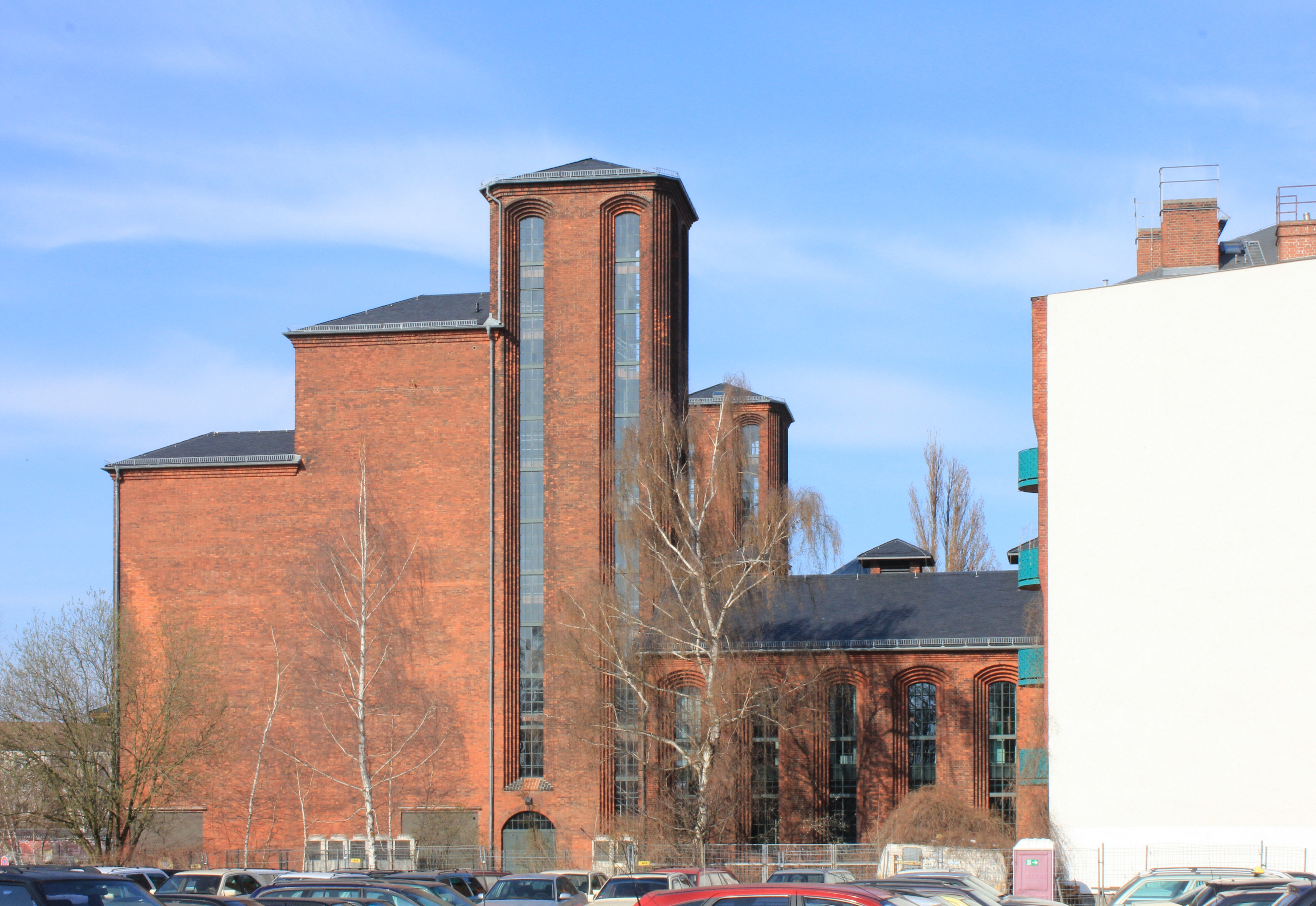
Umspannwerk Kopenhagener Straße

Mit der von den Alliierten vorgenommenen Teilung Berlins in vier Sektoren wurde der Bezirk Pankow und damit auch Wilhelmsruh 1945 Teil des Sowjetischen Sektors. In den ersten Nachkriegsjahren erfolgte der Wiederaufbau und teilweise Neubau der Bergmann-Fabrik, der mit der Gründung des VEB Bergmann-Borsig im Jahr 1949 einen ersten Abschluss fand. Die ständig steigende Zahl der Beschäftigten des Werkes bewirkte in den 1950er und 1960er Jahren eine verstärkte Bautätigkeit im Ortsteil, vor allem durch die Arbeiterwohnungsbaugenossenschaft Bergmann-Borsig. Es entstanden an den Rändern der bisherigen Besiedlung die für den Ortsteil charakteristischen fünfgeschossigen Bauten der 1950er Jahre.
Ab Februar 1950 befand sich auf dem Gelände des VEB Bergmann-Borsig das Stabsquartier der Hauptverwaltung Seepolizei unter Leitung des Volkspolizei-Inspekteurs Felix Scheffler. Es koordinierte den Aufbau der DDR-Seestreitkräfte und bestand aus 13 Offizieren, neun Mannschaften, drei Kraftfahrern und einem Wachkommando.
Im Jahr 1951 wurden eine Reihe von Straßen mit „historisch belasteten“ Namen umbenannt. Am 2. Mai 1960 und am 1. Oktober 1960 wurden die bis dahin auf West-Berliner Seite noch bis zum S-Bahnhof Wilhelmsruh führenden Straßenbahnlinien 36 und 35 endgültig eingestellt. Mit dem Mauerbau am 13. August 1961 wird Wilhelmsruh fast eine Enklave. Der Verkehr auf der Kopenhagener Straße wurde unterbrochen und der S-Bahnhof, dessen Zugang im Mauerstreifen liegt war nicht mehr zugänglich. Wilhelmsruh war damit nur noch mit dem Bus von Pankow aus zu erreichen.
Nachdem es bis Ende 1945 in der ehemaligen Kronprinzenstraße (heute: Tollerstraße) bereits ein Kino mit dem Namen ‚Urania‘ gegeben hatte, wurde am 24. August 1961 an der Schiller- Ecke Hauptstraße das Kino ‚Lunik‘ eröffnet, benannt nach den ersten sowjetischen Mondsatelliten. Es handelte sich um ein modernes Großkino mit 510 Sitzen, das wohl noch für den Besuch von West-Berlinern geplant war. Es war auch lange Zeit das einzige Kino in den Außenbezirken Berlins, das über eine Breitwand-Technik verfügte. Das Kino ‚Lunik‘ musste im Jahr 1991 auf Druck eines Investors schließen und wurde abgerissen.
Mit der Wende 1989 wurde noch im selben Jahr ein Fußgängerübergang an der Kopenhagener Straße eingerichtet und die S-Bahn war für Wilhelmsruher wieder nutzbar. Am 7. April 1990 wurde die Kopenhagener Straße wieder für den Autoverkehr nach Reinickendorf freigegeben.
Unter den Bedingungen des freien Marktes waren die Jahre nach 1990 für Bergmann-Borsig sehr schwierig. Trotz der Übernahme des Werkes durch den ABB-Konzern im Jahr 1991 sank die Mitarbeiterzahl in den Folgejahren rapide um über 80 Prozent, was natürlich auch erhebliche Auswirkungen nach sich zog. Außerdem standen auf dem bisherigen Gelände von Bergmann-Borsig große Teile der Flächen und Gebäude leer. Erst mit der Gründung des PankowParks 1998 als Gewerbegebiet besserte sich die Situation durch Ansiedlung neuer Firmen wieder.
Gleichzeitig wurden in den 1990er Jahren eine Reihe neuer Ein- und Mehrfamilienhäuser sowie Stadtvillen errichtet, so dass sich nach längerer Stagnation die Bevölkerungszahl erstmals wieder erhöhte. Auch durch neue Restaurants und Geschäfte im Bereich der Hauptstraße fand eine Belebung statt. Eine zunehmende Schließung von Geschäften und Einkaufsmöglichkeiten führt zu einer schleichenden Verwaisung der Hauptstraße.
Aufgrund fehlender öffentlicher Mittel schloss Ende 2004 die Stadtteilbibliothek in Wilhelmsruh. Dem daraufhin gegründeten gemeinnützigen Verein „Leben in Wilhelmsruh e. V.“ gelang es aber, alternative Räumlichkeiten auf dem Gelände des PankowParks vom ABB-Konzern zu erhalten. Mittlerweile hat die neue Bibliothek ihren Betrieb aufgenommen.

## Bevölkerung
| Jahr | Einwohner |
| ---- | --------- |
| 1900 | 0636      |
| 1902 | 1125      |
| 1905 | 2685      |
| 1919 | 4433      |
| 1925 | 4853      |
| 1933 | 6660      |
| 1937 | 7723      |
| 1938 | 05103 1   |
| 1949 | 6148      |

| Jahr | Einwohner |
| ---- | --------- |
| 2007 | 7155      |
| 2010 | 7090      |
| 2015 | 7375      |
| 2020 | 8123      |
| 2021 | 8119      |
| 2022 | 8238      |
| 2023 | 8253      |
| 2024 | 8279      |

Quelle ab 2007: Statistischer Bericht A I 5. Einwohnerregisterstatistik Berlin. Bestand – Grunddaten. 31. Dezember. Amt für Statistik Berlin-Brandenburg (jeweilige Jahre)

## Verkehr

### Straßenverkehr und öffentlicher Nahverkehr
Wilhelmsruh liegt an der alten Landstraße zwischen Reinickendorf und Rosenthal, der heutigen Hauptstraße. Über die Germanenstraße fließt der Hauptverkehr nach Südosten in Richtung Pankow sowie über die Kastanienallee im Norden Richtung Nordend und Niederschönhausen.
Der öffentliche Nahverkehr wird geprägt durch den Bahnhof Berlin-Wilhelmsruh im Süden des Ortsteils, der bereits in Reinickendorf liegt. Hier verkehren die S-Bahn-Linien S1 und S26. Ergänzt wird dies durch die Buslinien 155 nach Pankow und 122 nach Reinickendorf, Rosenthal und in das Märkische Viertel.

### Bahnverkehr in Wilhelmsruh

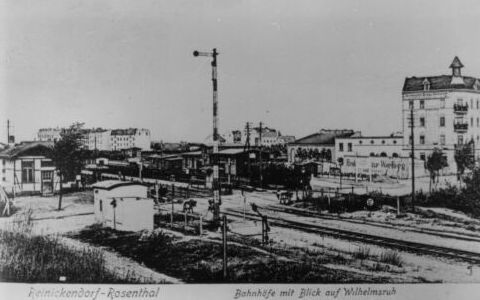
Bahnhof Wilhelmsruh um 1903

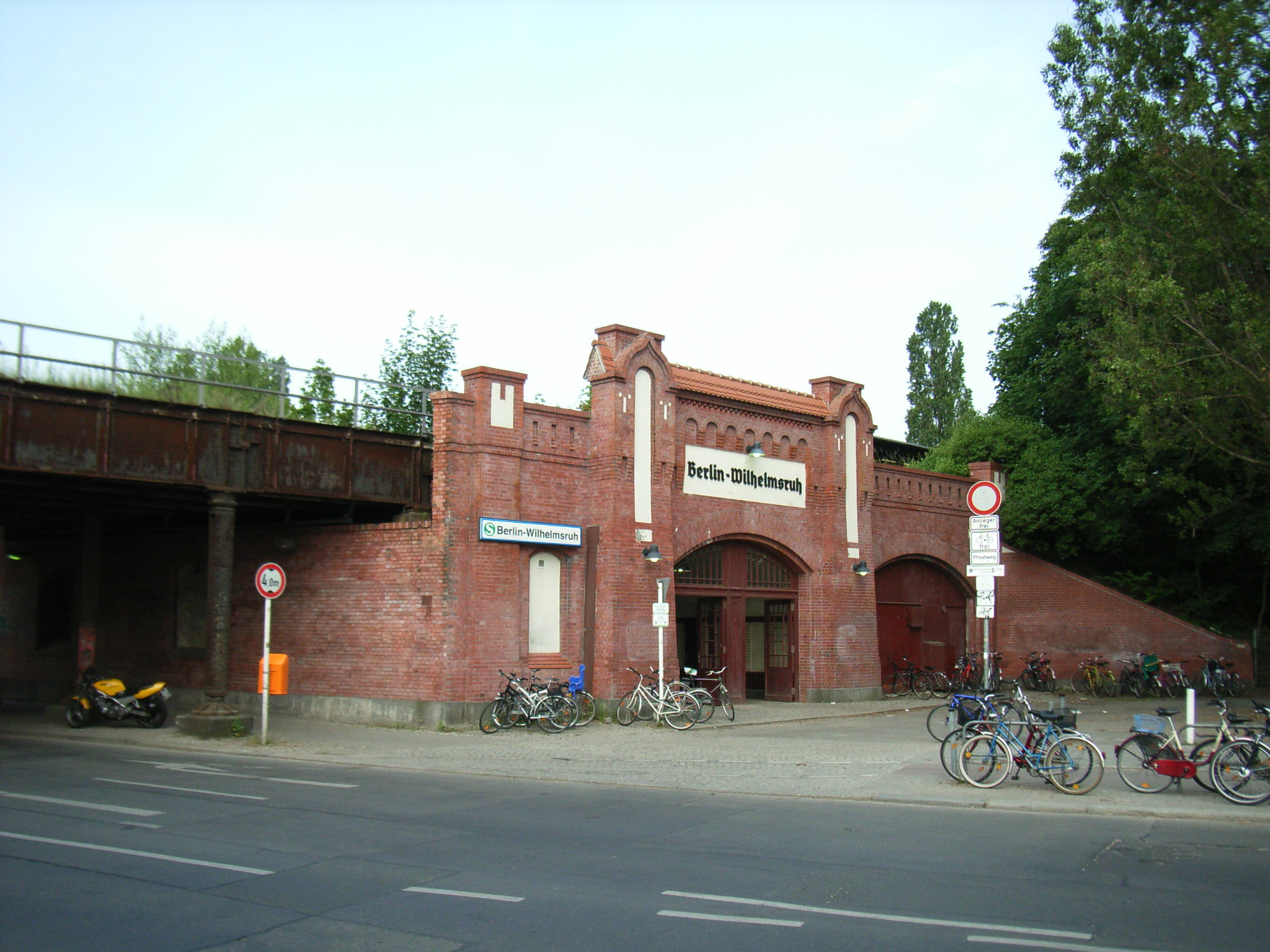
S-Bahnhof Wilhelmsruh

Die Geschichte des Bahnverkehrs im Gebiet des heutigen Wilhelmsruhs begann 1877 mit der Eröffnung des Bahnhofs Rosenthal an der neu geschaffenen Berliner Nordbahn, einer Fernbahn, die zunächst vom Pankower Bahnhof in der Wollankstraße, später vom Stettiner Bahnhof nach Oranienburg führte. Die „Haltestelle“ war ebenerdig an der heutigen Kopenhagener Straße angelegt. Das genügte den damaligen Ansprüchen eines Bahnhofs in ländlicher Gegend. Mehrmals wurde der Name geändert, wie in Reinickendorf und Rosenthaler Straße. Bis 1937 hieß er Reinickendorf-Rosenthal, bevor er dann seine endgültige Bezeichnung Wilhelmsruh erhielt. Direkt neben dem Bahnhof entstand 1901 der Kleinbahnhof der Reinickendorf-Liebenwalder-Groß-Schönebecker Eisenbahn AG, kurz „Heidekrautbahn“ genannt, die eine Verbindung an den Rand der Schorfheide herstellte. Am 21. Mai 1901 wurde die Strecke zunächst für den Personenverkehr freigegeben und am 3. Juni des gleichen Jahres auch für den Güterverkehr. Der damals ebenerdige Vorortbahnhof Reinickendorf-Rosenthal verband beide Bahnhöfe. Zwischen 1908 und 1910 verlegte man die Nordbahn aus verkehrstechnischen Gründen auf einen Damm, um einen reibungslosen Zugverkehr zu gewährleisten. Zu beiden Dammseiten wurden im Süden Zugänge geschaffen. Der Bahnhof der Heidekrautbahn verblieb ebenerdig. 1924 erhielten die Bahnhöfe einen Straßenbahnanschluss. Damit gab es erstmals auch eine direkte Verbindung zwischen den Zentren von Reinickendorf und Wilhelmsruh.
Im Jahr 1925 fand die Elektrifizierung der Nordbahn bis Oranienburg, der heutigen Endstation der S-Bahn-Linie S1, statt, und der Bahnhof galt seitdem als S-Bahnhof.
Am 21. März 1939 wurde das neue Empfangsgebäude der Heidekrautbahn fertiggestellt. Kurz vor Kriegsende 1945 musste der Bahnverkehr sowohl der S-Bahn als auch der Heidekrautbahn wegen zunehmender Angriffe und Zerstörungen eingestellt werden, aber schon im Juni 1945 verkehrten die ersten Züge der Heidekrautbahn wieder, wenn auch zunächst nur einmal wöchentlich. In der Nachkriegszeit befand sich der Bahnhof der Heidekrautbahn auf Ost-Berliner Gebiet, während der S-Bahnhof auf Reinickendorfer Territorium – also auf West-Berliner Gebiet – lag.
Mit dem Mauerbau 1961 war der S-Bahnhof nur für West-Berliner nutzbar, die diesen vom südlichen Eingang her betreten konnten. DDR-Bürgern war der Zutritt verwehrt, der Ausgang Richtung Wilhelmsruh wurde zugemauert und Teil der Grenzanlagen. Der Bahnhof der Heidekrautbahn wurde komplett abgerissen, der Beginn der Strecke nach Blankenfelde verlegt. Der Werksverkehr aus dem Umland, vorrangig zum VEB Bergmann-Borsig, wurde von nun an bis 1983 per Bus von Blankenfelde betrieben, danach wurde der Betrieb auf dem südlichen Ast der Heidekrautbahn ganz eingestellt. Vom Wilhelmsruher Bahnhof der Heidekrautbahn sind heute nur noch Fundamente vorhanden. Zwar gibt es seitens der Niederbarnimer Eisenbahn Bestrebungen, den Zugverkehr aus Richtung Basdorf wieder über Wilhelmsruh in Richtung Gesundbrunnen zu verlängern; ob und wann dies geschieht, steht aber noch nicht fest.
Da der Hauptanteil der S-Bahn-Fahrgäste bis 1961 aus Wilhelmsruhern und Rosenthalern bestand, fiel das Fahrgastaufkommen mit dem Mauerbau rapide und verschlechterte sich zunehmend mit dem S-Bahn-Boykott. 1984 wechselte der Betreiber der S-Bahn von der Deutschen Reichsbahn zur BVG. Diese stellte den Betrieb zunächst für ein paar Monate ein, bevor durch Bürgerprotest diese Maßnahme zurückgenommen wurde. Erst nach der politischen Wende 1989 wurde der Bahnhof auch wieder von Wilhelmsruher Seite nutzbar. Der Bahnhof wurde in den Jahren 2000 und 2001 renoviert und seit 2001 ist auch der nördliche Eingang wieder zugänglich.

### Brücken in Wilhelmsruh
Die Hauptstraßenbrücke führt die (Wilhelmsruher) Hauptstraße über den Nordgraben und den Nordgrabenweg. Es ist eine Gewölbebrücke aus dem 19. Jahrhundert.
Am S-Bahnhof Wilhelmsruh überführt eine Bahnbrücke die Hauptstraße (siehe Bild).

## Persönlichkeiten
- Sigmund Bergmann (1851–1927), Unternehmer, Gründer der Bergmann-Werke in Wilhelmsruh
- Karl Müller (1904–1945), Widerstandskämpfer gegen den Nationalsozialismus, lebte in Wilhelmsruh
- Marie Luise von Hammerstein (1908–1999), Rechtsanwältin, lebte in Wilhelmsruh
- Helga Hahnemann (1937–1991), Entertainerin und Schauspielerin, in Wilhelmsruh geboren
- Günter Schubert (1938–2008), Schauspieler, lebte in Wilhelmsruh